# شکیبا سانگه آماج
شکیبا سانگه آماج (پشتو:شکیبا څانګه آماج) (متولد ۱۹۸۶ کابل - ترورشده در ۲۰۰۷) زن روزنامه‌نگار اهل افغانستان بود. او که گوینده شبکه تلویزیونی شمشاد بود، بعد از ظهر پنج شنبه ۱۰ تیر ۱۳۸۶ خورشیدی به ضرب گلوله در خانه‌اش کشته شد.